# Viktor Ruban
Viktor Hennadijovyč Ruban (Віктор Геннадійович Рубан, * 24. května 1981 Charkov) je ukrajinský lukostřelec. Je absolventem Charkovské státní akademie fyzické kultury, pracuje u Státní pohraniční služby Ukrajiny a soutěží za klub Dynamo Charkov. Je zasloužilým mistrem sportu a byl mu udělen Řád za zásluhy.

## Výsledky
Na Letních olympijských hrách 2004 skončil třináctý v soutěži jednotlivců a získal bronzovou medaili v soutěži družstev, na Letních olympijských hrách 2008 vyhrál soutěž jednotlivců a byl čtvrtý v soutěži družstev, na Letních olympijských hrách 2012 byl sedmý v soutěži jednotlivců a pátý v soutěži družstev a na Letních olympijských hrách 2016 skončil v soutěži jednotlivců na děleném sedmnáctém místě. Na mistrovství světa v lukostřelbě získal v roce 2009 bronzovou medaili ve venkovní soutěži a v roce 2014 byl v halové soutěži první mezi jednotlivci a druhý v závodě družstev. V letech 2009 až 2010 byl v čele mužského žebříčku Světové lukostřelecké federace.

## Vyznamenání
- Řád za zásluhy III. třídy – Ukrajina, 4. září 2008 – udělil prezident Viktor Juščenko za dosažení vysokých sportovních výsledků na Letních olympijských hrách v Pekingu, za odvahu, odhodlání a vůli k vítězství a vzestup ukrajinské mezinárodní prestiže[3]
- Řád za odvahu III. třídy – Ukrajina, 18. září 2004 – udělil prezident Leonid Kučma za dosažení významných sportovních výsledků na letních olympijských hrách v Athénách, za zvýšení mezinárodní prestiže Ukrajiny[4]